# Romerska republiken (Napoleontiden)
För andra betydelser, se Romerska republiken (olika betydelser).
Romerska republiken var en republik som upprättades den 7 mars 1798 efter att Louis Alexandre Berthier, en general under Napoleon invaderat staden Rom i Kyrkostaten. Detta på grund av att man ville skapa lugn efter dråpet på den franske generalen Mathurin-Léonard Duphot i Rom 1797. Den romerska republiken blev en fransk klientstat och bestod av territoriet av Kyrkostaten. Pius VI förvisades till Frankrike och dog där 1799. Republiken tog även omedelbar kontroll över de franska klientstaterna Tiberina och Ancona. Flaggan hade vertikala svarta, vita och röda band. Den var tagen från den franska trikoloren.
Den romerska republiken blev kortlivad och Kyrkostaten återupprättades i juni 1800.